# Sara Martins
Sara Martins, portugalsko–francoska filmska igralka, * 19. avgust 1977, Faro. 
V Franciji je znana po svojih vlogah v gledališču, filmu in televiziji. Svetovno slavo je doživela z nastopom v britansko-francoski televizijski nadaljevanki Smrt v paradižu (Death in Paradise), ki je bila posneta na Guadeloupeju. V nadaljevanki, kjer  je sodelovala do polovice četrte sezone je upodobila lik detektivke Camille Bordey.

## Življenjepis
Sara Martins je rojena v Faru, Portugalska in je zelenortskega rodu. Zaradi študija na Francoski narodni akademiji dramskih umetnosti se je preselila v Pariz. Tekoče govori portugalsko, francosko in angleško.

## Kariera

### Zgodnje obdobje
Martinsova je nastopala v pariških in londonskih gledališčih. Televizijski debi je doživela v francoski detektivski nadaljevanki »Policijski distrikt« leta 2001. V filmu je prvič nastopila leta 2002. Leta 2009 je nastopila v francoski nadaljevanki »Pigalle, la nuit« (Nočni Pigalle) v vlogi Fleur, kar je bila njena prva pomembnejša vloga.
Od leta 2011 do leta 2015 je nastopila v 28 epizodah britansko-francoske nadaljevanke »Smrt v paradižu« (Death in Paradise) skupaj z Benom Millerjem (17 epizod) in pozneje s Krisom Marshallom (12 epizod). Hkrati je snemala tudi francosko detektivsko nadaljevanko »Detektivi« (Detectives), kjer je imela nosilno vlogo detektivke Nore Abadie.

### Smrt v paradižu
Aprila 2011 je BBC oznanil, da je Martinsova dobila nosilno vlogo detektivke Camille Bordey v skupni nadaljevanki s France Television. Nadaljevanko z naslovom Smrt v paradižu, žanrsko krimi-komedijo so posneli na Guadeloupeju, francoskem čezmorskem ozemlju in se dogaja na izmišljenem otoku Saint-Marie. Vloga Martinsove v nadaljevanki je bila njena prva izkušnja s komedijo, kot tudi z britansko televizijo, medtem, ko je z vlogami policistk imela že veliko izkušenj. V nadaljevanki Camille skupaj z drugimi lokalnimi policisti pomaga britanskemu detektivu, inšpektorju Richardu Poolu, ki ga je upodobil Ben Miller v prvih dveh sezonah, skupaj v 16 epizodah. V prvi epizodi tretje serije inšpektorja Poola umorijo in njegovo mesto prevzame inšpektor Humphrey Goodman, ki ga je upodobil Kris Mashall. Na polovici četrte sezone Martinsova zapusti serijo, in je bil njen lik zaradi odhoda opuščen na ta način, da je Camille Bordey prevzela v Parizu novo delo. Med snemanjem prve sezone nadaljevanke si je Martinsova poškodovala Ahilovo tetivo.
Ob odhodu iz nadaljevanke je Martinsova izjavila: "Všeč mi je bilo vse v nadaljevanki, a je edini način, da rastem v življenju, so tveganja, tudi če to pomeni, da bi izgubila nekaj, kar mij všeč, ali pa da zapustim položaj, kjer mi je udobno ".

## Filmografija

### Film
| Leto | Originalen naslov                        | Vloga              |
| ---- | ---------------------------------------- | ------------------ |
| 2002 | Les Amateurs (Amateurs)                  | Maya               |
| 2002 | Merguez, panini, kebab, jambon-beurre    |                    |
| 2004 | Ne quittez pas! (Local Call)             |                    |
| 2004 | Dans tes rêves                           |                    |
| 2006 | Tell No One                              | L'amie de Bruno    |
| 2006 | Beyond the Ocean                         | Olga               |
| 2006 | Paris, je t'aime                         | Sara               |
| 2006 | Girlfriends                              | Shaheen            |
| 2006 | J'invente rien                           |                    |
| 2006 | Fragile(s) (By the Way)                  | Sara               |
| 2007 | Rumeurs, commérages, on dit que          |                    |
| 2007 | La Solution                              |                    |
| 2008 | l"Heure d'été (Summer Hours)             | Press agent        |
| 2008 | Après l'océan                            | Olga               |
| 2008 | Orpailleur (Garimpeiro, The Gold Forest) | Yann               |
| 2009 | Mensch                                   | Helena             |
| 2010 | Les Petits Mouchoirs (Little White Lies) | Marie's girlfriend |
| 2010 | Last Blood                               |                    |
| 2010 | Non Compliant Profile                    |                    |
| 2010 | The Marquis                              |                    |
| 2013 | Une Ideé en l'air (Just an Idea)         |                    |

### Televizija
| Leto        | Originalni naslov                      | Vloga              | Opomba                                                        |
| ----------- | -------------------------------------- | ------------------ | ------------------------------------------------------------- |
| 2001 & 2003 | Police district                        | Julie              | Sezoni 1 in 3                                                 |
| 2001        | Maigret                                | Jojo               | Sezona 10: epizoda 2                                          |
| 2003        | Par amour                              | Maria              | TV film                                                       |
| 2005        | Disparition                            | Karine             | TV film                                                       |
| 2005        | Le Proc                                | Virginie Desplat   | Sezona 2: epizoda 3                                           |
| 2006        | Les Tricheurs                          | Sophie             | Sezona 1: epizoda 1; sezona 2: epizoda 1, sezona 3: epizoda 1 |
| 2006        | Les bleus: premiers pas dans la police | Mathilde Forestier | Sezona 1: epizoda 1                                           |
| 2006        | Les Secrets du volcan                  | Jasmine Mahé       | Sezona 1: 4 epizode                                           |
| 2006–07     | P.J. (C.I.D.)                          | Estelle            | Sezone 10–12: 9 epizod                                        |
| 2007        | Merci, les enfants vont bien!          | Jeanne             | Sezona 4: epizode 1, 2, 3, 4                                  |
| 2008        | La Veuve tatouée                       | Sylvie             | TV film                                                       |
| 2008        | Les tricheurs                          | Sophie Devailly    | Sezona 1: epizoda 1, sezona 2: epizoda 1, sezona 3: epizoda 1 |
| 2009        | Pigalle, la nuit                       | Fleur              | Sezona 1: 8 epizod                                            |
| 2011        | Caïn                                   | Barbara Simon      | Sezona 1: epizoda 2                                           |
| 2011        | Signature                              | Hélène             | Sezona 1: epizode 1, 3, 4, 5, 6                               |
| 2011        | Insoupçonnable                         | Julie              | TV film                                                       |
| 2013–14     | Détectives                             | Nora Abadie        | Sezoni 1–2: 16 epizod                                         |
| 2011–15     | Death in Paradise]]                    | Camille Bordey     | Sezone 1–4: 28 epizod                                         |
| 2015        | American Odyssey                       | Serena             | Sezona 1: epizode 5, 6, 11                                    |
| 2015        | The law of Barbara (La loi de Barbara) | Sonia Dubois       | Sezona 2: epizoda 1                                           |